# Василий (митрополит Варшавский)
Митропроли́т Васи́лий (пол. Metropolita Bazyli, в миру Влади́мир Алексе́евич Дорошке́вич, пол. Włodzimierz Doroszkiewicz; 15 марта 1914, деревня Тисы, Бельско-Подляшский уезд, Гродненская губерния — 11 февраля 1998, Варшава) — епископ Польской православной церкви, митрополит Варшавский и всея Польши.

## Биография
Родился 15 марта 1914 года в небольшой деревне Тисы Бельско-Подляшского уезда (ныне Хайнувский повят Подляского воеводства), принадлежавшей к приходу Воздвижения Креста Господня в Нареве, и был одним из шестерых детей православных крестьян Алексея и Марии Дорошкевичей.
C 1927 по 1936 год обучался в Виленской духовной семинарии, в котором получил диплом о среднем образовании.
Подал документы на поступление в Варшавский университет на отделение православной теологии, но не был зачислен, по мнению самого митрополита Василия, из-за того, что написал в графе национальность «белорус». В Польше тогда официально не признавалось существование белорусской нации. Отправился тогда в Гродно, где епископ Антоний (Марценко) направил его на должность псаломщика в православном приходе в Свислочи, где он прослужил около года.
6 сентября 1937 года, будучи женат, епископом Саввой (Советовым) был рукоположён в сан диакона. Он же рекомендовал Владимира Дорошкевича на поступление на отделение православного богословия в Варшаве, так что на этот раз его приняли. Во время обучения на богословском факультете он руководил студенческим хором и был председателем гомилетического кружка.
В начале 1938—1939 учебного года его вместе с 30 другими студентами исключили из университета как «неблагонадёжных». Когда же исключённые студенты поселились в предместье Варшавы, властям это не понравилось и они сочли за лучшее принять их обратно на факультет, где установили за ними особое наблюдение.
17 апреля 1938 года был рукоположён в сан священника. Служил на приходах в Лыскове, Гроностаевицах, Свислочи. В 1940 году архиепископом Пантелеимоном назначен помощником настоятеля прихода в селе Михалово Белостокского района. С 1943 года — настоятель этой церкви.
В годы Второй мировой войны подвергался преследованиям как со стороны атеистической советской власти в 1939—1941 годах, так и немецкой в 1941—1944 годах. Чудом остался жив после доноса на него в гестапо и широкой волны террора по отношению к православному меньшинству Польши во второй половине 1940-х годов, осуществлявшегося подпольными группировками. После окончания боевых действий положительно отнёсся к установлению в Польше социалистического строя.
В 1946 году переведён настоятелем в Грудек на Белосточчине с поручением построить новый каменный храм, что и было выполнено. Прослужил на этом приходе до 1960 года.
В 1957—1960 годах совмещал служение на приходе с преподаванием в православной духовной семинарии в Варшаве. К тому времени благодаря пастырским и организационным способностям он стал заметной фигурой в Польской церкви.
В 1959 году решил расстаться с женой, от которой имел двух дочерей Ираиду и Мирославу и сына Юрия, и принять монашество. По его собственным воспоминаниям, мотивом для этого решения было, помимо монашеского призвания, трудное материальное положение семьи.
19 декабря 1959 года принял в Онуфриевском монастыре монашество с именем Василий. 1 января 1960 года там же возведён в сан архимандрита.

## Архиерейское служение
25 марта 1960 года в Варшавском кафедральном соборе Святой Марии Магдалины хиротонисан во епископа Бельского, викария Варшавской епархии. Хиротонию совершили митрополит Макарий (Оксиюк), архиепископ Георгий (Коренистов) и епископ Стефан (Рудык).
В 1960 году экстерном закончил Московскую духовную академию. В 1961 году за сочинение на тему «Римско-католическая мариология (Критический обзор литературы первой половины XX в.)» советом академии удостоен степени магистра богословия, минуя степень кандидата богословия.
5 мая 1961 года назначен епископом Вроцлавским и Щецинским. На этой кафедре он показал себя ответственным пастырем перемещённых украинцев, оказавшихся здесь в результате депортационной операции «Висла».

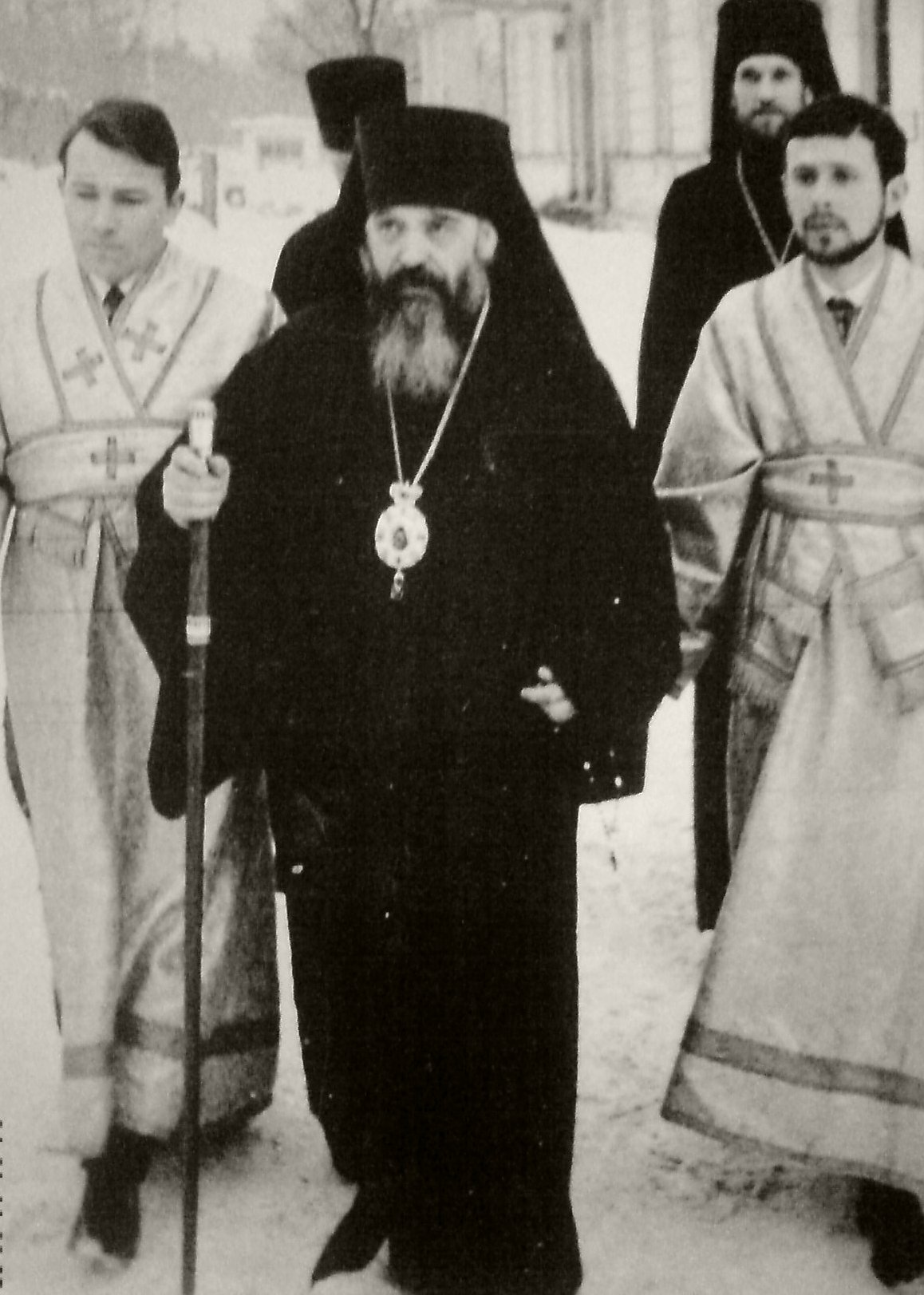
1970 год

24 января 1970 года был избран митрополитом Варшавским и всея Польши. 1 марта на торжественном настоловании владыка Василий принял белый клобук и вторую панагию митрополита.
За время его предстоятельства ему удалось значительно укрепить позиции православия в Польше. В годы его правления были созданы две новые епархии в Польше — Люблинско-Холмская и Перемышльско-Новосондецкая, создан Православный ординариат Войска Польского. В юрисдикцию Польской церкви была принята епархия Аквилеи в Италии (1988) и на правах автономии ряд епархий Португалии (1990), образовавших затем православную митрополию Лиссабона и всей Португалии, приходы которой были учреждены также в Испании и Бразилии.
При нём в 1991 году польский Сейм утвердил закон, регулирующий отношения государства и Польской автокефальной православной церкви.
Возобновил монастыри в Супрасле, Белостоке-Дойлидах, Войнове и Уйковице. По благословению митрополита в 1994 году состоялась канонизация священномученика Максима Сандовича, в Белосток возвратились мощи Гавриила Белостокского. По благословению владыки Василия открылись иконописная школа в Бельске-Подляшском и школа псаломщиков и церковных регентов в Хайнувке.
Скончался в ночь на 11 февраля 1998 года после тяжёлой продолжительной болезни. Погребён на православном кладбище в Варшаве, при храме Иоанна Лествичника.